# Perseus-Reisen
Perseus-Reisen GmbH ist ein Omnibusunternehmen aus Neumarkt-Sankt Veit. Es führt sowohl Linien- und Sonderlinienverkehre im ÖPNV als auch Reiseverkehre und Sonderfahrten durch und gehört der Verkehrsgemeinschaft Landkreis Mühldorf an. Perseus-Reisen hält die Konzession für die Linie 855 Steinhöring-Albaching-Gars. Seit Mai 2014 ist das Unternehmen auch im Fernbuslinienverkehr tätig und bediente als Buspartner von MFB MeinFernbus die Linien 036 München-Wien und 076 München-Mailand. Dieser Geschäftszweig wurde aufgegeben. 
Als Subunternehmer ist die Firma im Linienverkehr für die RVO und die RBO tätig. Das Unternehmen bedient zahlreiche Werkbusverkehre für einen namhaften Automobilhersteller in München! Zum 1. Januar 2024 wurde die Perseus-Reisen GmbH durch die Mückenhausen Unternehmensgruppe (M/bus) übernommen.

## Fuhrpark
Alle Fahrzeuge sind mit Euro V, EEV und Euro VI-Motoren ausgestattet. Im Fuhrpark von Perseus-Reisen befinden sich Fernreisebusse, Kombibusse für den Linien- und Schülerverkehr, Kleinbusse und ein Fahrradanhänger. Der Fuhrpark besteht aus Fahrzeugen der Hersteller Setra und Mercedes-Benz-Bus.

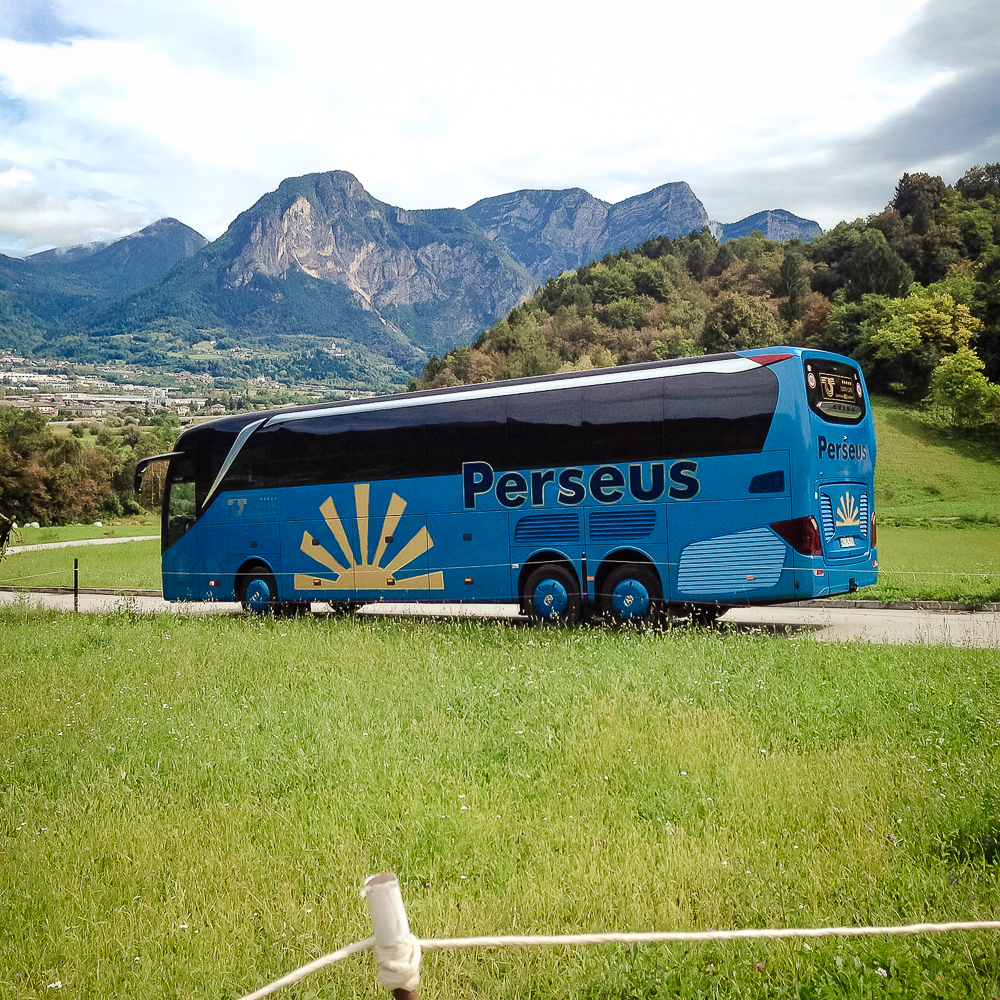
5-Sterne LUXUS CLASS
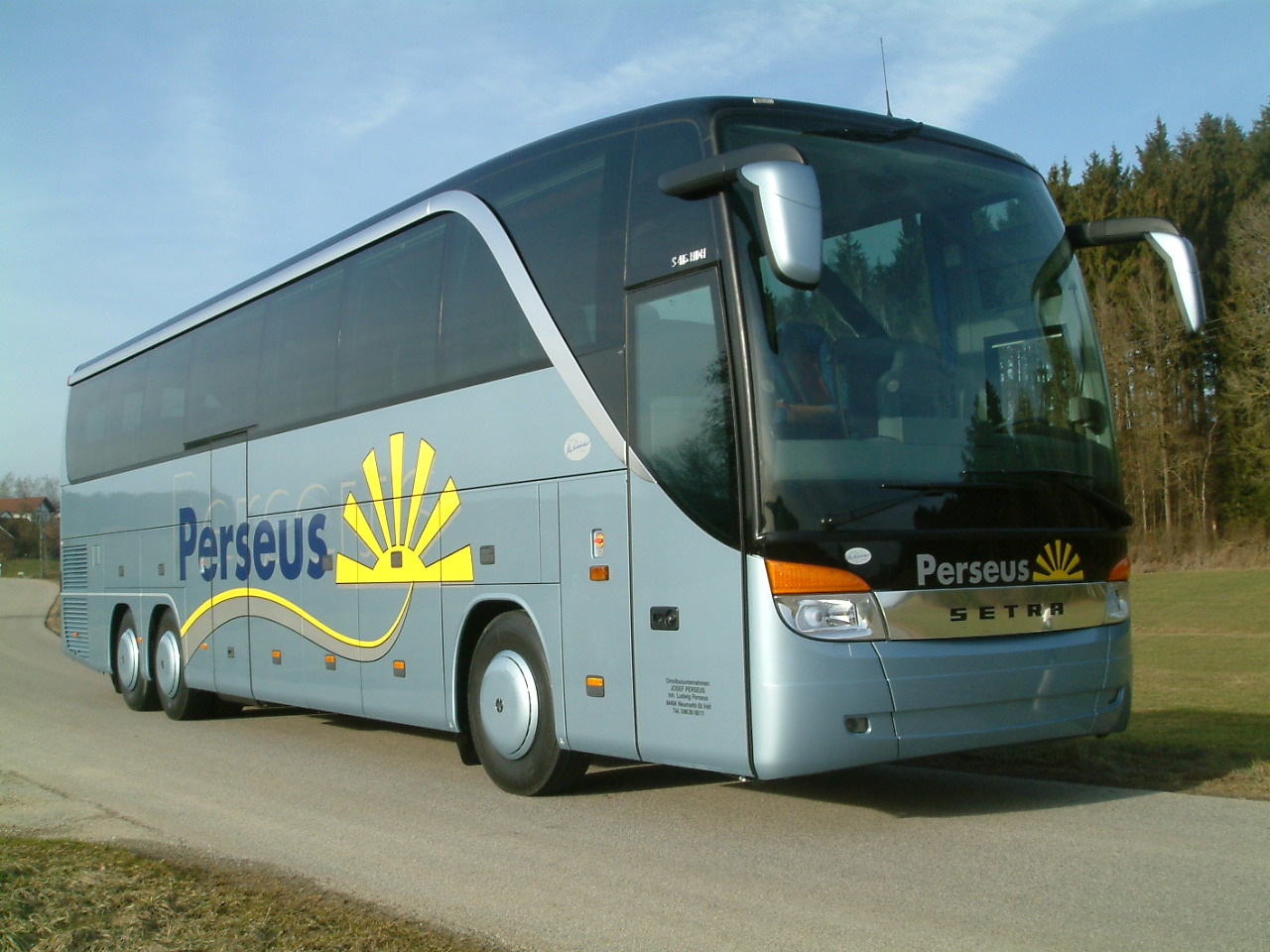
Fernreisebus (Setra S416 HDH)
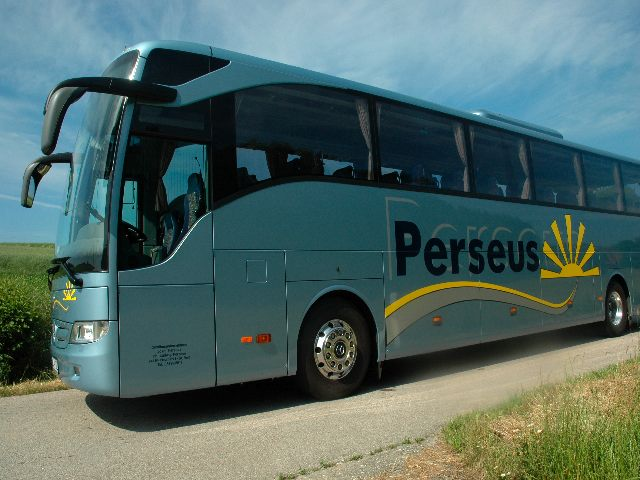
Fernreisebus (Mercedes-Benz Travego)
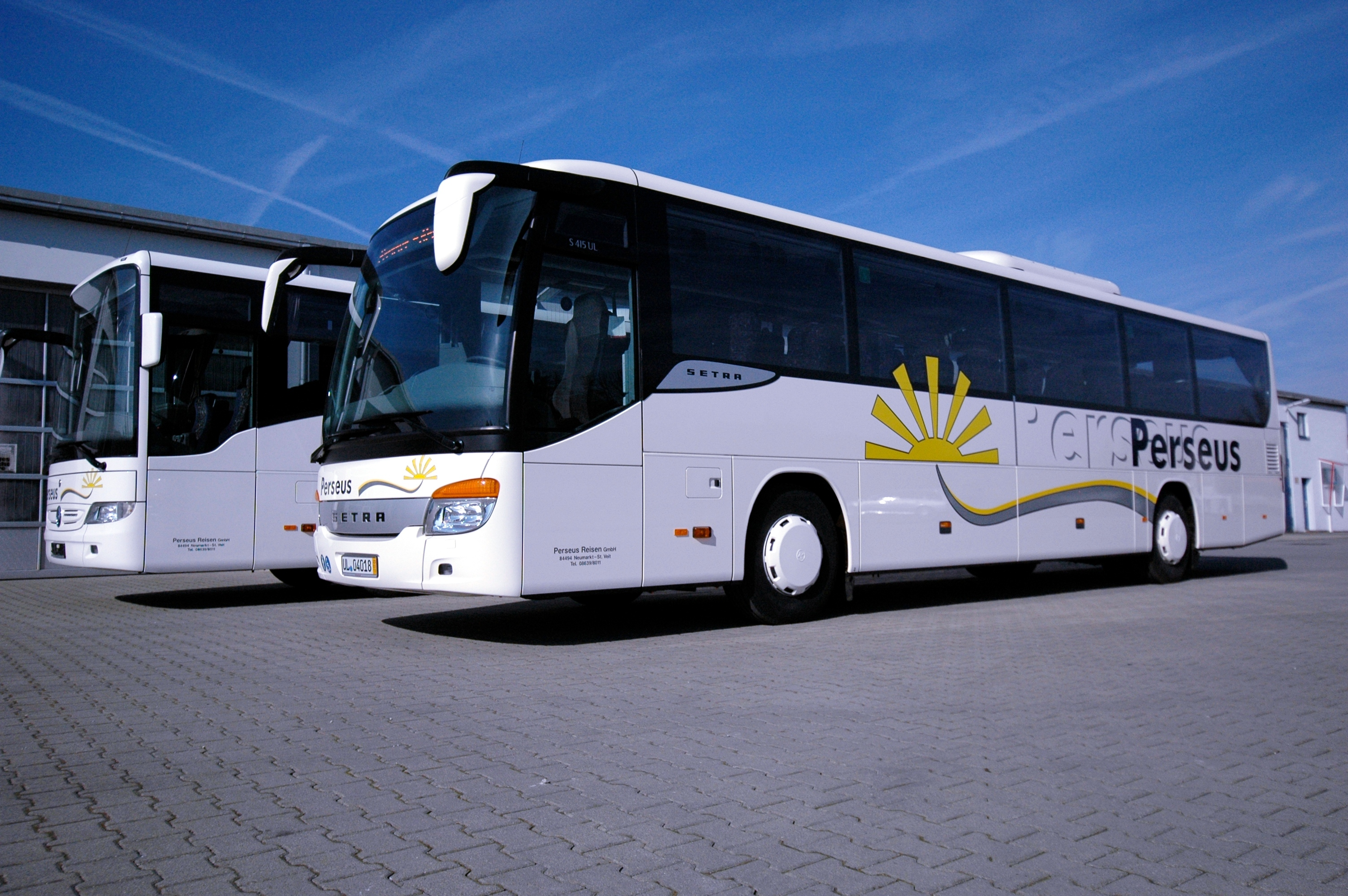
Kombibusse (hinten: Mercedes-Benz Intergro; vorne: Setra S415 UL)

## Betriebshof
Der Firmensitz von Perseus-Reisen befindet sich seit 1950 in Neumarkt-Sankt Veit. Seit 1972 befindet sich der Betriebshof in der Staudacher Str. Dort befinden sich neben Abstellplätzen für alle Fahrzeuge eine Werkstatt, nicht öffentliche Tankstelle, Waschanlage und seit dem Jahr 2001 auch das Büro- und Verwaltungsgebäude.